# Per-Olof Hällström
Per-Olof Hällström, född 24 mars 1920 i Sundbyberg, död 24 november 1992 i Gryt i Valdemarsviks kommun, var en svensk skådespelare.

## Filmografi
- 1954 – Herr Arnes penningar